# لنارت لارسون (اسکی باز)
لنارت لارسون (انگلیسی: Lennart Larsson؛ ۷ فوریه ۱۹۳۰ – ۲۶ مارس ۲۰۲۱) ورزشکار اسکی صحرانوردی اهل سوئد بود.